# Урх
Урх је врх на источним падинама Љубљане. На Урху се налази код цркве налази затвор-мучилница и споменик НОБ и осталим који су били мучени од стране словеначке Беле гарде. Налази се уз село Бизовик кроз којег је водила у Другом светском рату жица око Љубљане. 

Код споменика је покопано и 56 бораца Цанкарјеве бригаде и 123 осталих жртва белогардиста. Најзлогласнији мучитељ је био жупник католичке цркве Петер Крижај, који је био осуђен на смрт вешањем на Божићном процесу 20. марта 1946.
Урх је значајан као родни крај словеначке Беле гарде, тамо се 17. маја 1942. сакупила прва чета од 20 белогардиста.